# Ötigheim
Ötigheim es un municipio alemán de unos 4.500 habitantes perteneciente al distrito de  Rastatt en el estado federado de Baden-Wurtemberg. Es una de las aldeas más antiguas en Baden Central. El primer documento donde Ötigheim es mencionado es el testamento de Amalberto de 788.

## Puntos de interés
- Teatro al aire libre,[4] el teatro al aire libre más grande de Alemania[5]